# Padua (Zeitschrift)
Die pflegepädagogische Fachzeitschrift Padua erschien erstmals im Jahre 2006 im Thieme Verlag. Der Titel steht als Akronym für „Pflege Anders Denken Und Ausbilden“ und umreißt somit die Ausrichtung der Zeitschrift, die sich an Lehrende in der Kranken- und Pflegeausbildung richtet und aktuelle wissenschaftliche Erkenntnisse und praktische Erfahrungen für den Unterricht aufbereiten und nutzbar machen soll.
Seit 2012 wird Padua im Berner Hogrefe Verlag – vormals Verlag Hans Huber – herausgegeben. Die Zeitschrift erscheint fünfmal im Jahr und thematisiert zusätzlich zum pflegeunterrichtsspezifischen Schwerpunkt auch die Patientenedukation und die Patientenbildung.

## Trivia
In der Pädagogik steht das Akronym PADUA für ein didaktisches Konzept (Problemdarstellung, Aufbau, Durcharbeiten, Ueben, Anwenden), das Lernmotivation durch kontroverse Lerninhalte wecken soll.